# Gaio-Rosário
Gaio-Rosário era una freguesia portuguesa del municipio de Moita, distrito de Setúbal.

## Historia
La freguesia estaba formada exclusivamente por las dos localidades que le daban nombre, situadas ambas en la ribera sur del Tajo y que no tuvieron una población significativa hasta principios del siglo XX. Durante décadas las principales actividades económicas fueron la captura de ostras y el transporte de productos entre ambas orillas del río, atravesando el Mar de la Paja; actividades que declinaron a partir de la década de 1960, dando paso a otras relacionadas con el turismo.
La freguesia fue creada el 31 de diciembre de 1984 y fue suprimida el 28 de enero de 2013, en aplicación de una resolución de la Asamblea de la República portuguesa promulgada el 16 de enero de 2013 al unirse con la freguesia de Sarilhos Pequenos, formando la nueva freguesia de Gaio-Rosário e Sarilhos Pequenos.